# قائمة جزر قطر
هذه قائمة جزر قطر المأهولة وغير المأهولة:
| الجزيرة       | المساحة              | البعد عن الساحل |
| ------------- | -------------------- | --------------- |
| جزيرة العالية | 1.8 كم2              | 7 كم            |
| جزيرة الموز   | 13 هكتار (0.13 كـم2) | اصطناعية        |
| أسحاط         | 6 كم2                | 10 كم           |
| شراعوه        | 1 كم2                | 63 كم           |
| حالول         | 1.48 كم2             | 90 كم           |
| اللؤلؤة       | 4 كم2                | اصطناعية        |
| جزيرة الخور   | 1.67 كم2             | 420 متر         |